# Aizumisato (Fukushima)
Aizumisato (会津美里町 Aizumisato-machi?) es un pueblo localizado en la prefectura de Fukushima, Japón. En junio de 2019 tenía una población de 19.672 habitantes y una densidad de población de 71,2 personas por km². Su área total es de 276,33 km².

## Geografía

### Municipios circundantes
- Prefectura de Fukushima
  - Aizuwakamatsu
  - Aizubange
  - Yanaizu
  - Shōwa
  - Shimogō

## Demografía
Según datos del censo japonés, la población de Aizumisato ha disminuido en los últimos años.
| Año del censo | Población |
| ------------- | --------- |
| 1995          | 27.039    |
| 2000          | 26.172    |
| 2005          | 24.741    |
| 2010          | 22.737    |
| 2015          | 20.913    |